# Jehuda Lejb Kowalski

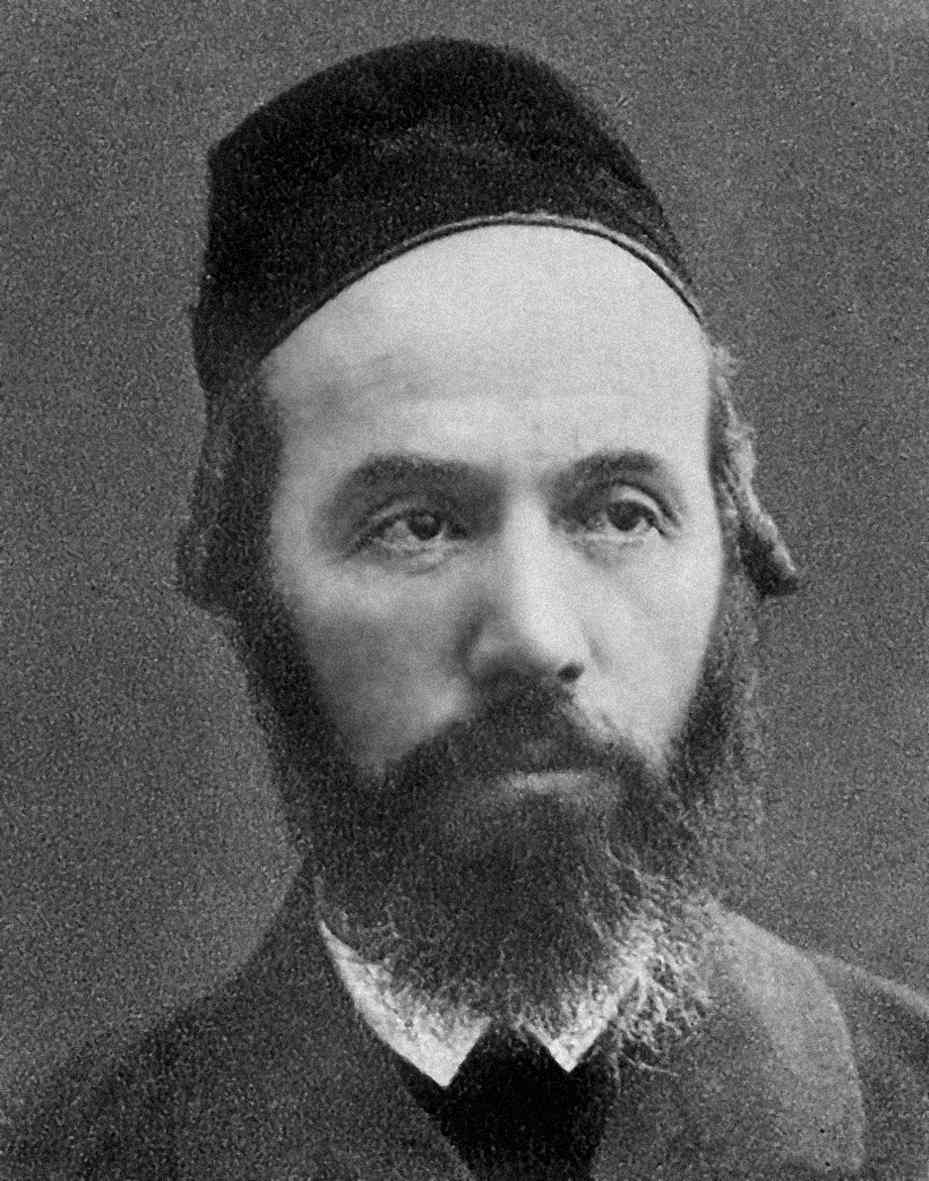
Jehuda Lejb Kowalski

Jehuda Lejb Kowalski (geboren 27. Julijul. / 8. August 1862greg. in Powązki, Warschau, Russisches Kaiserreich; gestorben 26. Juli 1925 in Breslau) war ein polnischer Rabbiner, Publizist und Senator des Sejm.

## Leben
Jehuda Lejb Kowalski erhielt eine allgemeine Schulausbildung und eine Ausbildung zum Rabbiner. Er wurde 1885 zum Rabbiner in Grabów gewählt, 1897 in Chorzele und ab 1899 in der Stadt Włocławek, das Amt übte er bis zu seinem Tod aus. 1907 wurde seine Tochter Chana Gitla Kowalska geboren, die 1920 ein Kunststudium in Berlin begann und 1922 nach Paris weiterzog, Chana wurde 1942 ein Opfer des Holocaust.
Kowalski schloss sich den Zionisten an. 1901 nahm er in Wilna an der Gründung der zionistischen Misrachi-Organisation teil und wurde Mitglied des Zentralkomitees. 1921 besuchte er Palästina während der Pogrome dort und warb fortan für den Jischuw. Er schrieb für die hebräische und die jiddische Presse in Polen und Litauen. Kowalski wurde Leiter der polnischen Rabbinervereinigung und wurde 1922 auf der Liste des Blocks der Nationalen Minderheiten (Blok Mniejszości Narodowych) in den  Senat des I. Sejm gewählt. Er wurde in Włocławek begraben.
Seine in vielen Heften aufgezeichneten Auslegungen der Halacha wurden im Zweiten Weltkrieg von den Deutschen vernichtet.